# Alfredo Castillo Bujase
Alfredo Castillo Bujase (Guayaquil, 24 noviembre 1939) es un economista, jurista, político y académico ecuatoriano. 
En 2006, fue nombrado Ministro de Gobierno del Ecuador  y también actuó como Coordinador Técnico de la Comisión de Investigación de la Deuda Externa. 

## Biografía
Alfredo Castillo Bujase obtuvo su título de Master of Science in Economics en la Universidad de la Amistad de los Pueblos, en la Unión Soviética, en 1967. Además, adquirió el título de Traductor del idioma ruso al español.
Se graduó como Doctor en Jurisprudencia en la Universidad Central del Ecuador, presentando una tesis titulada "Los Constitutivos del Delito" en 1977.

## Carrera
Durante su carrera académica, Alfredo Castillo Bujase ha sido docente en varias instituciones prestigiosas, incluyendo la Facultad de Jurisprudencia, el Instituto de Ciencias Internacionales en la Facultad de Economía de la Universidad Estatal de Guayaquil, la Escuela Politécnica del Litoral, la Universidad Católica de Guayaquil y la Universidad Técnica de Machala. También se desempeñó como Profesor y Director de la Escuela de Sociología y Ciencias Políticas en la Universidad Central. 
Fue cofundador y dirigente del Partido Liberación Nacional.
Entre 1992 y 2007, ocupó el cargo de Director y Editorialista en el diario El Telégrafo, y fue editorialista en el diario El Mercurio y otros periódicos. 
Alfredo Castillo Bujase se presentó a las elecciones presidenciales de Ecuador de 1998 como candidato a la vicepresidencia  en la fórmula presidencial encabezada por Álvaro Noboa. En la segunda vuelta electoral, Castillo Bujase y Álvaro Noboa obtuvieron el 47% de los votos frente al 53% del candidato ganador, Jamil Mahuad Witt. 
En 2006, fue nombrado Ministro de Gobierno del Ecuador por el presidente Alfredo Palacio. 

## Libros publicados
- Política del poder financiero [12]

- Universalidad del capitalismo [13]